# Li Mengqiao
En una onomàstica xinesa Li es el cognom i Mengqiao el prenom.
Li Mengqiao (xinès simplificat: 李孟桥) (Pequín 1985 -). Productora, guionista i directora de cinema xinesa, especialitzada en curtmetratges.

## Biografia
Li Mengqiao, de nom real Queena Li, va néixer el 1985 a Pequín (Xina). Va estudiar comunicació i producció cinematogràfica a Anglaterra, a la York St John University, després va estudiar direcció a l'Acadèmia de Cinema de Pequín.

#### Carrera cinematogràfica
A partir del 2011 va escriure i dirigir diversos curtmetratges dels que cal destacar 墙 (The Wall), seleccionat en diversos festivals, entre ells el FIRST festival de Xining, que explica la història de dos germans a l'Alemanya nazi.
El 2020, va dirigir i produir el curtmetratge d'animació "84000" sobre la seva interpretació i la influència en la seva vida de les escriptures budistes, que com va dir en una entrevista "quan creus en alguna cosa, aquesta creença et transforma subtilment i s'infiltra a la teva vida, i per tant, inevitablement, aquest treball està molt influenciat per això". El mateix any va participar amb "Dream of an Insomniac" entre els vuit curtmetratges de la versió xinesa de la BBC de "Heard Her Talk".
El 2021 va dirigir el seu primer llargmetratge: "Bipolar" o "Just Another Accidental Journey" (只是一次偶然的旅行), protagonitzada per Dou Jingtong, He Kailang i Tian Zhuangzhuang. El film descriu un viatge per carretera barrejat amb records sorgits en flashbacks de l'inconscient segons les aventures del viatge i les trobades fetes al llarg del camí. El personatge principal es manté anònim, suposem que és una cantant, i fugint; va anar a Lhasa per celebrar-hi el seu aniversari. Segons va manifestar en una entrevista, "La pel·lícula tracta sobre una persona que ha perdut el control sobre la seva ment, de manera que es troba atrapada en un estat emocional molt extrem i, pas a pas, intenta recuperar aquest control sobre la ment.
La pel·lícula ha estat seleccionada en nombrosos festivats internacionals de cinema com Shanghai, Rotterdam, París i va guanyar el premi a la millor pel·lícula en la secció Discoveries del Asian Film Festival Barcelona. Es pot veure una versió subtitulada al català a la plataforma Filmin.

## Filmografia
| Any  | Títol xinès        | Títol anglès                              |
| ---- | ------------------ | ----------------------------------------- |
| 2011 | 墙                 | The Wall                                  |
| 2014 | 天堂的入口         | Gateway to Heaven                         |
| 2016 |                    | The Final Wish                            |
| 2020 | 84000              | The 84000 Story                           |
| 2020 | 失眠人的梦         | Sleepless                                 |
| 2021 | 下一目             | The Next                                  |
| 2021 | 只是一次偶然的旅行 | Bipolar (Just Another Accidental Journey) |